# Sonia Garel
Pour les articles homonymes, voir Garel.
Sonia Garel, née le 1er mars 1972 à Paris, est une neurobiologiste française, professeur au Collège de France et responsable d'une équipe de recherche à l'Institut de biologie de l'École normale supérieure de Paris

## Formation
Sonia Garel est née à Paris. Elle étudie l'ingénierie à l'AgroParisTech en licence. Elle rejoint l'université Paris-Sorbonne pour des recherches supérieures, où elle se spécialise en neurobiologie moléculaire et cellulaire. Sa recherche doctorale porte sur la biologie du développement. Elle déménage à l'université de Californie à San Francisco en tant que chercheuse postdoctorale auprès de John Rubenstein. En 2003, elle rentre en France comme chargée de recherche Institut national de la santé et de la recherche médicale (Inserm). 

## Recherche et carrière
En 2008, Garel intègre l'Institut de Biologie de l'École normale supérieure,. Elle est nommée professeure au Collège de France en 2020,. Elle est élue au Conseil scientifique de la Ville de Paris en 2021. 
Les recherches de Sonia Garel visent à comprendre les mécanismes d'assemblage des circuits neuronaux pendant l'embryogenèse, et après la naissance. Elle s'intéresse en particulier à la dynamique de migration neuronale et aux rôles de cellules du système immunitaire du cerveau, appelées microglie. Ses recherches ont notamment permis de comprendre que ces macrophages du cerveau contribuent au bon câblage des circuits cérébraux. Elles ont aussi montré que les microglies sont impliquées dans les effets délétères de l'inflammation prénatale, un facteur potentiel de risque pour les maladies neurodéveloppementales. Ces travaux soulignent également que les microglies répondent à des modifications environnementales, telles que des modifications du microbiote intestinal, et ce dès les stades prénataux. 

## Décoration
- Chevalière de l'ordre national du Mérite (2016)[12]

## Prix et distinctions
- Prix des jeunes chercheurs européens en 2008 [13]
- Prix EMBO Jeunes Chercheurs en 2012 [14]
- Prix Antoine Lacassagne du Collège de France en 2014[15]
- Membre EMBO 2018 [16],[17]
- Lauréate de la Fondation Schlumberger pour l'éducation et la recherche (FSER) en 2019[18]
- Prix des diplômés de la Fondation NRJ - Institut de France en 2020 [19],[8],[20]
- Membre de l'Académie des sciences française depuis 2022[21]